# Европейский центр среднесрочных прогнозов погоды
Европейский центр среднесрочных прогнозов (англ. European Centre for Medium-Range Weather Forecasts (ECMWF)) — международный научный центр, который занимается научными исследованиями, составлением и распространением прогнозов погоды для стран-членов, которых в настоящее время 35. Его главный офис находится в Рединге (Великобритания), также он имеет офисы в Болонье (Италия) и Бонне (Германия). В нем работают около 500 человек более чем из 30 стран. 
Был основан в 1975 году, в 1979 году дал первый прогноз погоды.
Отвечает за программу «Коперник» в части Службы по наблюдению за атмосферой и Службы по наблюдению за изменениями климата.
Суперкомпьютер центра является одним из самых мощных в Европе. Он обладает огромным фондом архивных метеорологических данных.
Его прогнозы на коммерческой основе могут приобрести потребители из любой страны.